# Larisa Kruglova
Larisa Kruglova (Múrmansk, Rusia, 27 de octubre de 1972) es una atleta rusa, especialista en la prueba de 4 x 100 m, en la que ha logrado ser medallista de bronce mundial en 2003 y campeona olímpica en 2004.

## Carrera deportiva
En las Olimpiadas de Atenas 2004 ganó la plata en los relevos 4 x 100 metros, tras Jamaica y por delante de Francia.
El año anterior, en el Mundial de París 2003 ganó la medalla de bronce en la misma prueba, con un tiempo de 42.66 segundos, tras Francia y Estados Unidos, y siendo sus compañeras de equipo: Yuliya Tabakova, Marina Kislova y Olga Fedorova.